# Březina (kraj południowoczeski)
Březina – wieś i gmina w Czechach, w powiecie Jindřichův Hradec, w kraju południowoczeskim.
1 stycznia 2017 gminę zamieszkiwało 131 osób, a ich średni wiek wynosił 48,7 roku.